# Jihovýchodní univerzita
Jihovýchodní univerzita (čínsky pchin-jinem Dōngnán Dàxué, znaky zjednodušené 东南大学, krátce 东大, krátce pinyin Dōngdà, anglicky Southeast University, krátce SEU) je veřejná výzkumná univerzita v Nankingu v provincii Jiangsu v Číně, založená v roce 1902. Patří mezi nejstarší a také mezi nejvýše řazené výzkumné univerzity v Číně.
SEU se zařadila mezi 20 nejvýznamnějších výzkumných univerzit v Číně a mezi 300 nejlepších na světě. V oficiálním hodnocení oborů prováděném ministerstvem školství Číny byla SEU zařazena mezi tři nejlepší na celostátní úrovni v 8 oborech, včetně architektury, krajinné architektury, urbanismu, dějin umění, stavebnictví, elektronického inženýrství, dopravního inženýrství a biomedicínského inženýrství.

## Prominentní absolventi
- Čankajšek, prezident Číny
- Chien-Shiung Wu, fyzička
- Wang Šu, architekt

## Galerie

Kampusy
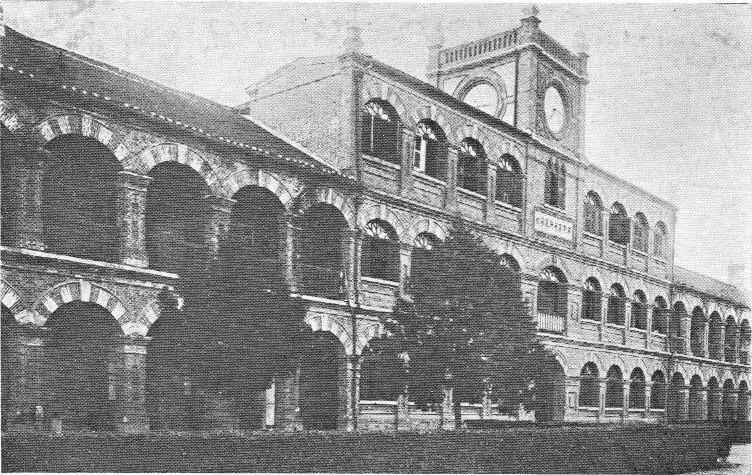
Budova univerzity v roce 1909
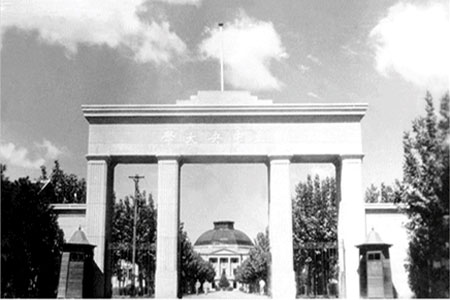
Hlavní brána ve 40. letech 20. století
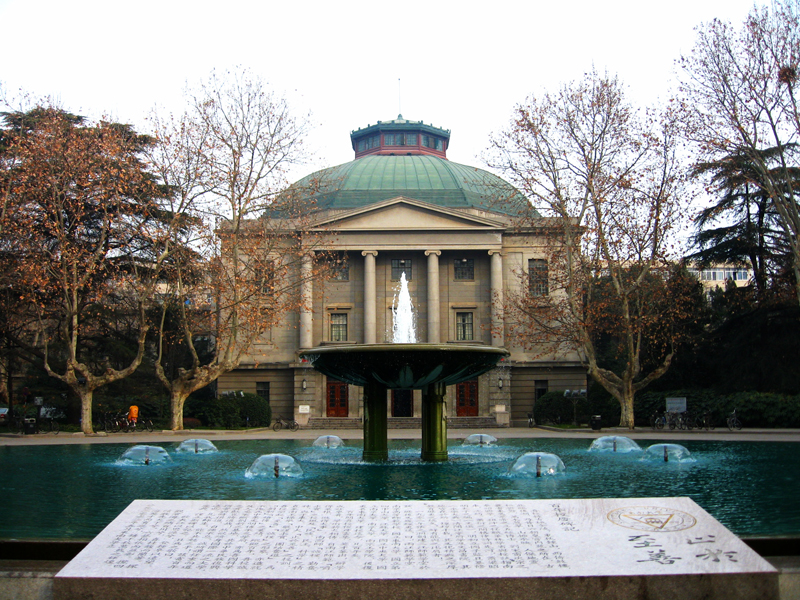
Hlavní sál v kampusu S’-pchaj-lou (čínsky 四牌楼, Sì páilóu)
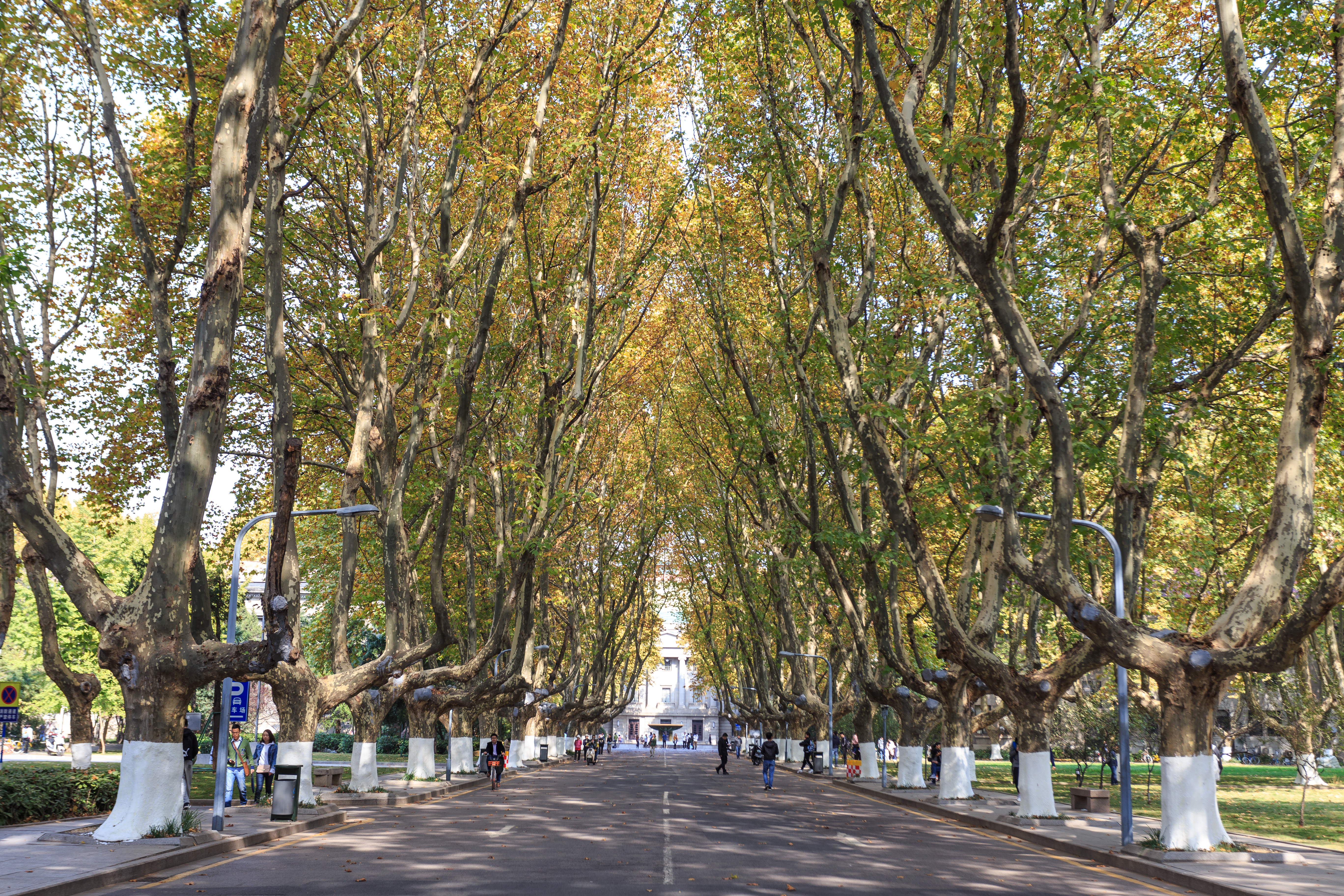
Hlavní ulice v kampusu S’-pchaj-lou